# TMEM253
TMEM253 (англ. Transmembrane protein 253) – білок, який кодується однойменним геном, розташованим у людей на 14-й хромосомі. Довжина поліпептидного ланцюга білка становить 217 амінокислот, а молекулярна маса — 23 522.
| 10         |  | 20         |  | 30         |  | 40         |  | 50         |
| ---------- |  | ---------- |  | ---------- |  | ---------- |  | ---------- |
| MEDRAGEQEQ |  | ERHSLRLEKL |  | QHWARHRQSG |  | HLLVLAVSQL |  | WLAVVVVPLA |
| VSVACLNSDC |  | HMATALPLGP |  | GASGLLTGTV |  | TLELRRAPRL |  | WKVRAMMIFN |
| TFNLILGFIV |  | VVVEVMKTAL |  | GPAPTASSQH |  | AGLLVLELSA |  | EAFTLGGVLV |
| SVHALFLLSQ |  | RKPGCCRSQS |  | LHYQELQEGF |  | SELEEVPGLE |  | NGPTVASTGA |
| NERVGQREQT |  | RAALLPP    |  |            |  |            |  |            |

A: Аланін

C: Цистеїн

D: Аспарагінова кислота

E: Глутамінова кислота

F: Фенілаланін

G: Гліцин

H: Гістидин

I: Ізолейцин

K: Лізин

L: Лейцин

M: Метіонін

N: Аспарагін

P: Пролін

Q: Глутамін

R: Аргінін

S: Серин

T: Треонін

V: Валін

W: Триптофан

Локалізований у мембрані.